# Bilbao
Bilbao o Bilbau (en basc, Bilbo; en castellà, Bilbao) és la ciutat més poblada del País Basc i la capital del territori foral de Biscaia. La ciutat té 342.481 habitants (2016), anomenats bilbaïns, i és la part integrant més activa econòmicament i industrialment de la gran Bilbao o àrea metropolitana, on viu més de la meitat de la població del País Basc. Els 892.747 habitants del gran Bilbao (on, a part de la capital biscaïna, la ciutat principal és Barakaldo) s'estenen tot al llarg del riu Nerbion, a les ribes del qual hi tenen també la seu nombroses empreses, mines de ferro i fàbriques, que durant la Revolució industrial van portar una gran prosperitat a la regió. De fet, Bilbao és un dels tres grans centres industrials d'Espanya (juntament amb Madrid i Barcelona), raó per la qual va rebre molta immigració, que va fer créixer la ciutat i els municipis veïns. Aquests immigrants procedien principalment de les regions espanyoles veïnes i d'Andalusia. El club de futbol més important de la ciutat és l'Athletic Club de Bilbao, que juga a l'estadi de San Mamés.

## Geografia

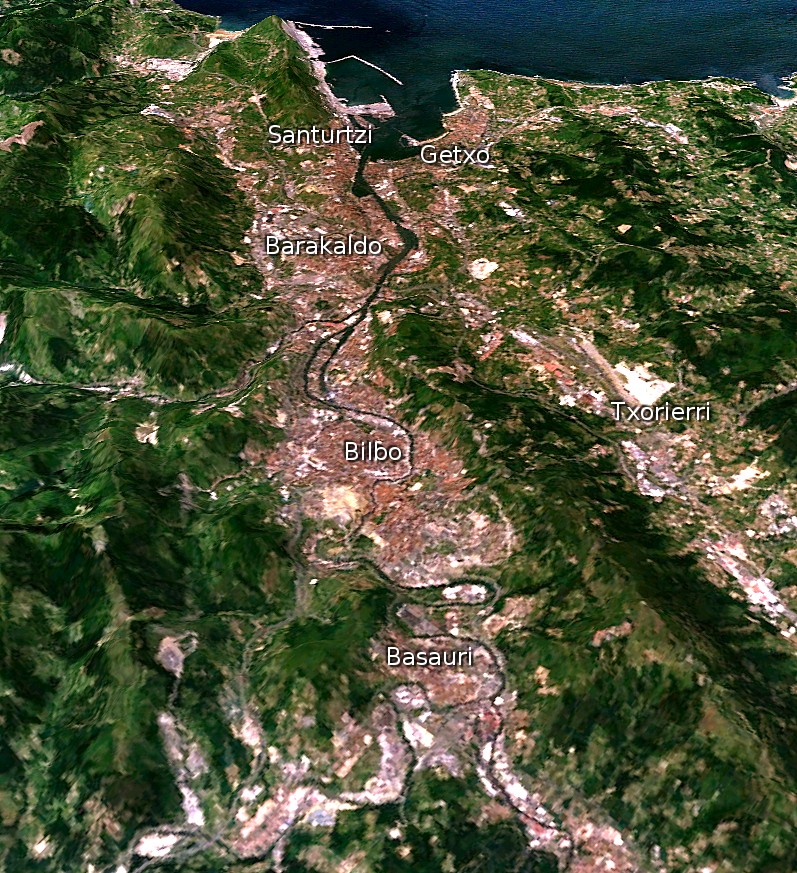
Vista de satèl·lit de Bilbao i la ria

Destacat centre industrial, té un important port a les ribes del riu Nerbion, per on s'estenen la ciutat i els municipis de la seva àrea metropolitana, que arriben fins al golf de Biscaia. El municipi de Bilbao tenia l'any 2003 una població de 354.000 habitants, que el 2004 pujaven als 935.000 de l'àrea urbana i als 947.000 de la gran Bilbao o àrea metropolitana (l'àrea urbana més les ciutats satèl·lits) segons estimació del 2003, cosa que la situa en el sisè lloc pel que fa a les àrees metropolitanes de l'estat. L'alcalde de la ciutat és des de 2015 Juan Mari Aburto del PNB.
Limita al nord amb els municipis d'Erandio, Sondika i Derio, a l'est amb Zamudio i Etxebarri, al sud amb Basauri i Arrigorriaga i a l'oest amb Barakaldo. Per la seva banda, es divideix en vuit districtes.

## Història
En 1300, Diego López V d'Haro va fundar Bilbao a la riba dreta de la ria del Nervión, en terrenys de l'avantesglésia de Begoña i li va atorgar el Fur de Logronyo per donar sortida al comerç marítim a la Corona de Castella, estalviant d'un dia de camí respecte al port de Bermeo, i amb el temps es va convertir en privilegiada pels mercaders castellans. El trànsit entre Burgos i Bilbao va atreure artesans i comerciants de Castro i Bermeo, provocant un augment demogràfic a tota la Ria, on naixeria Portugalete, que també es va especialitzar en activitats marineres i comercials.
En 1561 Bilbao va prendre a Portugalete el control del comerç a gran escala, un cop en 1558 s'havia conclòs el condicionament del Gobela i la construcció del port d'Areeta per evitar els efectes desastrosos dels moviments de la barra de la Ria de Bilbao tenia sobre el transport marítim.
En la Tercera Guerra Carlina les tropes del pretendent Carles Maria de Borbó assetjaren Bilbao durant més de dos mesos per fer-se amb la seva important posició comercial, necessària per millorar l'economia carlina. Durant el setge els carlins van bombardejar sense pietat la ciutat, no respectant llocs com esglésies o hospitals, sent criticats per la premsa liberal europea. La derrota dels carlins va suposar un cop dur per a Carles VII, que igual que a la Primera Guerra Carlina, la retirada a Bilbao va fer que la balança s'inclinés del costat lliberal.
Durant la Guerra civil espanyola, la ciutat fou bombardejada en 62 ocasions, i per evitar la caiguda de Biscaia en mans dels insurrectes, el govern basc va aixecar el denominat Cinturó de Ferro, una línia defensiva estàtica, destinada a la defensa de Bilbao, seguint les instruccions del general Alberto de Montaud i Noguerol, que, com concepció militar, responia a l'estratègia de defensa estàtica procedent de l'alt comandament francès de la Primera Guerra Mundial, i compartida per la majoria dels estats majors. El monàrquic Alejandro Goicoechea va aconseguir passar les línies, duent-se tots els plànols i informació de l'entramat defensiu, que va lliurar als atacants. D'aquesta forma, els comandaments del bàndol nacional van poder saber quin era el sector del cinturó que posseïa una única línia de defensa. Òbviament l'ofensiva definitiva, un mes després, es va portar a terme per aquest tram. La nit del 13 de juny els defensors van evacuar a la majoria de la població civil de la ciutat. Les tropes franquistes i de la Legió Còndor van llançar un potent atac aeri que va polvoritzar les defenses bilbaïnes. Un tinent de cognom Mardaras va ser un dels últims a morir defensant heroicament les posicions republicanes a Artxanda. El 18 de juny el General Ulibarri va retirar les restes de les seves tropes de la ciutat. Així el 19 de juny de 1937 Bilbao va caure en mans de les tropes franquistes. Els ponts de la ciutat havien estat destruïts per dificultar l'entrada als insurrectes, però la ciutat va romandre intacta en la seva majoria.

### Renovació urbana

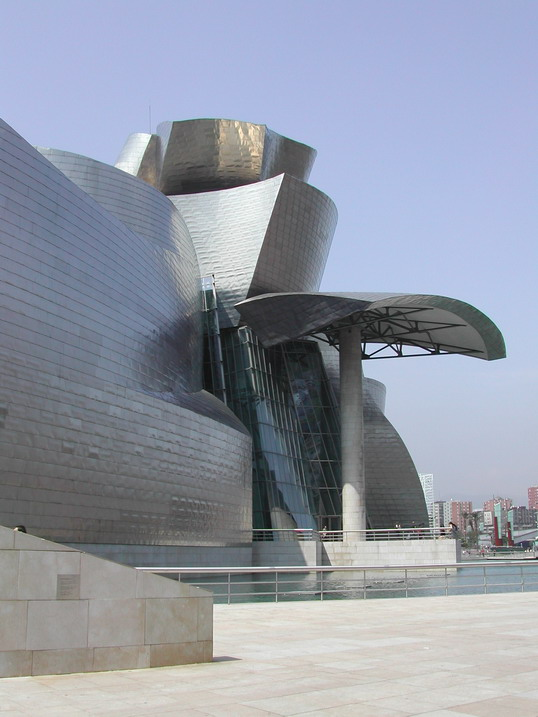
Imatge del Museu Guggenheim

La ciutat ha emprès recentment una important regeneració i renovació urbana, per tal de fer oblidar el seu passat històric de ciutat grisa i industrial i centrar-se en el turisme i els serveis. Les principals innovacions han estat la nova xarxa de metro amb disseny de Norman Foster (vegeu metro de Bilbao) i, sobretot, el Museu Guggenheim de Frank Gehry. El 2002, a més, va entrar en funcionament una moderna xarxa de tramvia, l'EuskoTran. El port de Bilbao, antigament situat al riu, s'ha traslladat i ampliat al golf de Biscaia, amb la qual cosa ha deixat lliure una àrea molt cèntrica de la ciutat on s'aixequen noves edificacions. Altres construccions destacades són el pont Zubizuri (o pont Blanc, amb disseny de Santiago Calatrava) i el centre cultural anomenat palau Euskalduna, més amunt del riu. Tots dos punts estan units per un nou passeig enjardinat vora el riu a l'altra banda de la Universitat de Deusto, que ofereix una extensa zona verda per al relax dels bilbaïns.
També hi ha prevista la construcció d'una destacada torre d'oficines dissenyada per César Pelli, destinada a hostatjar el govern de Biscaia, i hi ha ambiciosos plans per a regenerar la península sobre el riu coneguda com a Zorrozaurre. La nova terminal de l'aeroport es va obrir l'any 2000 i va significar una notable expansió de la capacitat de les antigues instal·lacions, alhora que va permetre el creixement del turisme que arriba amb línies de baix cost com ara easyJet i Vueling.

### El potenciament del turisme
La idea és crear una ciutat interessant i atractiva per als turistes: una Bilbao efervescent amb una bona varietat d'hotels al cor d'un país verd i d'alt interès per als visitants. A part del famós Museu Guggenheim, a la ciutat es troben també el Museu de Belles Arts o Bilboko Arte Eder Museoa (reconegut com un dels millors de l'estat i recentment renovat) i el Museu Marítim o Bilboko Itsasadarra Itsas Museoa, a la riba del Nerbion. I això és només una petita part del que la ciutat té per oferir.

## Demografia
El 1970, Bilbao era la sisena ciutat més poblada de l'estat espanyol, amb uns 410.000 habitants, i la tercera àrea metropolitana. El 1981, la població va arribar als 433.115 habitants. Aquest va ser el nombre màxim assolit, ja que a partir de llavors la població de la ciutat va començar a disminuir, i el 2003 el cens de Bilbao tenia 353.567 habitants. Mentre que el total de la població de la regió continua creixent, el centre urbà ha experimentat un descens en el nombre de residents. Això és resultat de la tendència (constant i sembla que imparable) dels bilbaïns a marxar cap a la costa, ja des de la dècada de 1990. Així, les àrees industrials s'abandonen a favor de la línia costanera. De fet, de les 18 ciutats de l'entorn de Bilbao amb més de 10.000 habitants, només vuit -Amorebieta, Arrigorriaga, Durango, Bermeo, Gernika, Getxo, Leioa, Mungia i Sopela- han augmentat de població. Sestao ha estat la que s'ha endut la pitjor part, ja que ha perdut gairebé un 11 % de la seva població en vuit anys.

## Infraestructures
Bilbao és abastit per l'autopista del Cantàbric (AP-8) i l'autopista Bascoaragonesa (AP-68). L'aeroport Internacional de Bilbao, al municipi de Loiu, és a 12 quilòmetres del centre de la ciutat. Cada any l'utilitzen prop de 4 milions de persones, i hi operen les principals companyies aèries europees.

## Fills il·lustres
- Emiliano Arriaga i Ribero (1844-1919), compositor i escriptor.
- Francisco Sáez Díaz (1886-1923), compositor.
- Miguel de Unamuno (1864-1936), escriptor i filòsof.
- Gabriel Aresti (1933-1975), escriptor basc i membre de l'Euskaltzaindia.